# 総武都市開発
総武都市開発株式会社（そうぶとしかいはつ）は、かつて存在した東京都のゴルフ場事業会社である。

## 概要
平和相互銀行の創業家である小宮山ファミリー企業の1社で、太平洋クラブと共にファミリー企業の中核にあった。
サントリーオープンの会場でもあり、チャンピオンコースとしても名高い「総武カントリークラブ」（千葉県印西市）や、「スプリングフィルズゴルフクラブ｣（茨城県筑西市）を過去に経営していた。

### 経営破綻
2007年4月3日、同社と子会社の軽井沢森泉ゴルフクラブが、東京地方裁判所に民事再生法による再生手続開始を申請（負債額は同社のみで約386億円、2社合計で約539億円）。その後、反対する会員（債権者）から会社更生法による会社更生手続開始の申請されるなどしたが、再生計画が債権者により承認され、裁判所が認可、会社更生手続きについては棄却。パシフィックゴルフグループインターナショナルホールディングス（現・PGMホールディングス）子会社のパシフィックゴルフプロパティーズ株式会社が、再生スポンサーとなり、事業の再建がされることとなった。
再生計画に基づき、2008年6月2日に総武都市開発は会社分割を行い、ゴルフ事業を新設分割会社「総武カントリークラブ株式会社」に移管。それと同時に、「総武カントリークラブ株式会社」の全株式を、パシフィックゴルフプロパティーズ株式会社が取得し、子会社化。各ゴルフ場の運営は、同じくパシフィックゴルフグループインターナショナルホールディングス子会社のパシフィックゴルフマネージメント (PGM) が手がけることになった。
その後、総武都市開発株式会社は、債権者に対して配当を実施し、2008年12月に清算を終了して解散した。

## 子会社
子会社として、次の2社を有していた。
- 株式会社軽井沢森泉ゴルフクラブ
長野県北佐久郡御代田町所在の「軽井沢森泉ゴルフクラブ」を運営。経営破綻後、リゾートトラストグループがスポンサーとなり、2008年に「グランディ軽井沢ゴルフクラブ」に名称変更。
- 総武流山電鉄株式会社
千葉県で鉄道路線「総武流山線」（馬橋駅 - 流山駅間）を経営。総武流山電鉄は、総武都市開発株式会社倒産後の2008年8月1日付で、「流鉄株式会社」と商号変更し[2]、経営する路線も「流山線」と改称した。